# 김동관 (1967년)
김동관(1969년 7월 19일 ~ 2024년 1월 1일)은 (주)ADT캡스노동조합 전수석 부위원장이다.

## 이력
그는 1996년 7월 (주)ADT캡스(구. 한국보안공사)에 입사하여  대의원, 영남 부위원장, 회계감사를 거쳤으며, 전 수석 부위원장이다. 2002년 6월 캡스노동조합의 파업에 참가하였고, (주)ADT캡스가 사모펀드 칼라일로 매각되는 2014년, 미국 Tyco그룹을 규탄하는 천막농성과 집회를 주도하였다. 민주노총 서울본부 선거관리위원, 남동지구협 수석부지부장을 역임하고 민주노총 서울본부 회계감사,서울 지방노동위원회 근로자위원으로 활동하고 있다. 1800여명의 조합원에서 10여명 안되는 조합원이 남았을 때,  일상의 안위와 사리사욕을 위해, 변절하고, 자본과 타협했다. 2024년에 사망하였다.